# Jan Wagenaar (jeugdboekenschrijver)
Johannes (Jan) Wagenaar (Alphen aan den Rijn, 6 juni 1888 – Zutphen, 1 april 1951) was een Nederlands schrijver. De doopnaam van Wagenaar was Johannes maar op al zijn boeken staat hij vermeld als "Jan Wagenaar" en als zodanig was hij bekend.

## Levensloop
Wagenaar werkte bij de Staatsspoorwegen en later bij de gemeentesecretarie van de gemeente Utrecht.
Van 1919 tot 1945 werkzaam als buitenlands correspondent bij de N.V. H.J Reesink en Co te Zutphen. In 1945 was hij lid van de Nood-Gemeenteraad van Zutphen voor de SDAP als wethouder van Onderwijs. In 1946 werd hij herkozen in de gemeenteraad in dezelfde functie.
Naast jeugdboeken schreef Wagenaar korte verhalen voor tijdschriften zoals De Prins, Panorama, Morks Magazijn etc. Verder vertaalde hij boeken van Nederlands naar het Engels en omgekeerd.
Wagenaar was getrouwd met Bertha Wilhelmina de Vries (1887-13-10-1954).
Ze kregen samen zeven kinderen. Hij was een neef van de componist Johan Wagenaar.